# Cicurina hoodensis
Cicurina hoodensis är en spindelart som beskrevs av James Cokendolpher och Paul Reddell 200. Cicurina hoodensis ingår i släktet Cicurina och familjen kardarspindlar. Inga underarter finns listade i Catalogue of Life.